# Jonny Otten
Jonny Otten (* 31. Januar 1961 in Hagen im Bremischen) ist ein ehemaliger deutscher Fußballspieler.

## Sportliche Laufbahn

### Vereinskarriere
Der Abwehrspieler Otten begann seine Profilaufbahn 1979 beim SV Werder Bremen und erlebte seine größte Enttäuschung als Fußballspieler bereits in seiner ersten Profisaison. Zusammen mit David Watson von Manchester City und Thomas Schaaf aus der eigenen Werder-Jugend war er als Neuzugang an die Weser gekommen. Sein Club Werder stieg erstmals aus der Fußball-Bundesliga ab. Otten blieb jedoch in Bremen und stieg ein Jahr später wieder in die erste Liga auf. Unter Trainer Otto Rehhagel entwickelte er sich zu einem der besten linken Verteidiger der Bundesliga.
Seine größten sportlichen Erfolge feierte Jonny Otten im Trikot des SV Werder mit dem Gewinn der deutschen Meisterschaft 1988, des DFB-Pokals 1991 und des Europapokals der Pokalsieger 1992. Ende 1992 wechselte er in die 2. Liga zum VfB Oldenburg, bei dem er seine professionelle Laufbahn nach nur zwei Einsätzen für den VfB verletzungsbedingt beendete. Später spielte er noch für BV Cloppenburg (Frühjahr 1994), TSG Schönberg und den Rotenburger SV.
In 308 Bundesligaspielen erzielte Otten ein Tor, in 43 Zweitligaspielen zwei Tore (41/2 SV Werder, 2/0 VfB Oldenburg). Weiterhin ist er mit dieser Erstligastatistik der Feldspieler mit den meisten Partien in der 1. Bundesliga, dem lediglich ein Tor gelang – der Treffer zum 7:1 beim 8:1-Sieg des SV Werder gegen Kickers Offenbach am 26. November 1983 in seinem 110. Bundesligaspiel.

### Auswahleinsätze
Als Jugendspieler des Hagener SV absolvierte Jonny Otten in der Saison 1978/79 in der DFB-A-Juniorenauswahl 17 Länderspiele für Deutschland. Im Mai 1979 war er im bundesdeutschen Kader für das UEFA-Juniorenturnier, der inoffiziellen Europameisterschaft in dieser Altersklasse. Bereits als A-Jugendlicher wurde Otten am 20. März 1979 beim Spiel in Schwenningen gegen Italien einmal in der Amateurnationalmannschaft eingesetzt.
Nachdem er 1982 im historisch vorletzten Spiel einer deutschen B-Nationalmannschaft gegen die portugiesische Auswahl mitgewirkt hatte, wurde er 1983 vom Bundestrainer Jupp Derwall in die deutsche Fußballnationalmannschaft berufen. Seine Länderspielkarriere endete jedoch nach nur sechs Einsätzen vor Beginn der Fußball-Europameisterschaft 1984 in Frankreich. Derwalls Nachfolger Franz Beckenbauer holte Otten nie zurück in die Nationalelf.

## Nach dem Profifußball
1995 eröffnete Otten zunächst ein Sportartikelgeschäft, 2004 gründete er das Werbeunternehmen Otten Werbetechnik GmbH mit Sitz in Bremen, welches offizieller Lizenzinhaber des SV Werder Bremen ist.

## Erfolge
- Deutscher Fußballmeister: 1988
- DFB-Pokal-Sieger: 1991
- Europapokal der Pokalsieger: 1992